# Haraa gol
Il fiume Haraa o Haraa gol (in mongolo Хараа гол) si trova in Mongolia, nella parte settentrionale della provincia del Tôv. È formato dalla confluenza dei fiumi Mandalyn gol e Sugneger gol, che hanno origine dai monti Hėntij. Il fiume scorre poi verso nord nella provincia del Sėlėngė e lungo la sua valle si snoda la linea ferroviaria Ulan Bator-Darhan-Ulan-Udė. Sulla sua riva destra si trova la città di Darhan, nel Darhan-Uul, poi, dopo circa 20 km il fiume confluisce nell'Orhon. Il Haraa è lungo circa 291 km e ha un bacino di circa 15.000 km².